# Salvelinus willoughbii
Salvelinus willoughbii es una especie de pez de la familia Salmonidae en el orden de los Salmoniformes.

## Reproducción
Desova en el mes de noviembre en fondos pedregosos y entre 1-3 m de profundidad. La eclosión tiene lugar al cabo de 64-80 días.

## Hábitat
Vive en zonas de  aguas dulces  templadas.

## Distribución geográfica
Se encuentra en el Reino Unido.